# 不受不施派
不受不施派（ふじゅふせは）とは、日蓮の教義である法華経を信仰しない者から施し（布施）を受けたり、法施などをしないという不受不施義を守ろうとする宗派の総称である。

## 概要
日蓮教団において不受不施義がクローズアップされたのは、文禄4年（1595年）に豊臣秀吉が方広寺大仏殿（京の大仏）千僧供養会のため、天台宗、真言宗、律宗、禅宗、浄土宗、日蓮宗、時宗、一向宗に出仕を命じたことに端を発する。この時日蓮宗は、出仕を受け入れ宗門を守ろうとする受施派と、出仕を拒み不受不施の教義を守ろうとする不受不施派に分裂し、妙覚寺の住職日奥は出仕を拒否して、妙覚寺を去った。
慶長5年（1599年）、日奥は受不施派に訴えられ、徳川家康は大坂城で日奥と日紹（受不施派）を対論（大阪対論）させた。その結果、権力に屈しようとしない日奥は、対馬に流罪とされた。
慶長13年（1608年）、浄土宗の増上寺・廓山と法華宗（当時は不受不施派）の妙満寺・日経との宗論（慶長宗論）で、徳川家康が両者を江戸城で対決させた。日経は病を理由に答えなかった、もしくは対決前に襲撃を受け応答できなかったため、廓山が論破したとされる。
慶長14年（1609年）、日経は、京都六条河原にて耳と鼻を削がれ酷刑に処された（慶長法難）。
慶長17年（1616年）、日奥は赦免されて妙覚寺に戻った。寛永7年（1630年）、受不施派の久遠寺は、「池上本門寺の日樹（不受不施派）が、久遠寺は謗法をしており、参詣する者は地獄に落ちると言いふらし、潰そうとしている」などと幕府に訴え、江戸城にて両派が対論した（身池対論）。この時、久遠寺は本寺としての特権を与えられるなど、幕府と強い繋がりをもっていたことからそれを活用し、結局政治的に支配者側からは都合の悪い不受不施派側は敗訴し、追放の刑に処されることになった。この時、日奥は再び対馬に配流されることになったが、既に亡くなっており、遺骨が配流されたとされる。
寛文5年（1665年）、受派の策謀を受け、幕府は、全国の寺社領朱印地に、「敬田供養」の名目で朱印の再交付し、受領書を出すよう迫ったほか、翌年には飲水や行路も「敬田供養」の一環であると主張して不受不施派に圧力をかけた。「法華経を信仰しない者からは施しを受けないこと」を宗旨とする不受不施派はいずれも拒否した。さらに、寛文9年（1669年）、幕府は不受不施派に対しては寺請を禁じ、完全に禁制宗派とした。なお、一部のグループは、幕府が寺領を宗教的布施である「敬田」と言っても、実際は道徳的布施である「悲田」に過ぎず、これを受けても問題ない、と解釈して幕府と妥協した。これが「悲田派」や「恩田派」と呼ばれる「軟派」である。この「軟派」の立場に立ったのが、小湊の誕生寺などであった。
しかし、元禄4年（1691年）に幕府は悲田派を不受不施の亜種に過ぎないとして禁止し、関係者は流罪に処せられた。そして幕府は、受不施派に改めるか天台宗に改宗するか迫ったのである。不受不施派の信者は、日蓮の地元であった上総国、下総国、安房国や室町期に日蓮宗勢力が拡大した備前国、備中国に多く潜伏していた。彼らは厳しい摘発を受け、隠れキリシタンのように刑罰を受けるか、改宗の誓約書を取られるかした。とりわけ岡山藩は宇喜多氏配下にいた国人層から帰農した者が多く、その多くが日蓮宗に帰依していた事情もあり、取締は厳しいものがあった。藩主の池田氏は、不受不施派を弾圧することで、不安定要素となっている彼ら国人層の抑え付けを狙ったものと考えられる。
不受不施派の信者は、他宗他派寺院に便宜的に寺請をして貰うが、内心では不受不施義を保つ「内信」となる者が多く、一部の強信者は他宗他派寺院への寺請を潔しとせず無籍になって不受不施派の「法立」となった。また不受不施派の僧侶は「法中」と呼ばれ、それを各地の「法燈」が率いた。そして、不受不施派では教義上、「内信」は「法立」とは一線を画され、直接「法中」に供養することが出来ず、「法立」がその間を仲介するという役割を果たした。この信者同士の絆が強固な地下組織を形成し、この時代を生き抜いた。例えば岡山の一例としては、このような事例が伝わっている。この時期、岡山の不受不施派では、法立が導師を務めることが出来るか否かをめぐり導師不導師の論争が起こり、岡山の不受不施派だけにとどまらず、不受不施派全体の問題となった。そして、日向に配流中の日講を中心とする不導師派と讃岐に配流中の日堯を中心とする導師派に分かれ、前者が不受不施日蓮講門宗の系統となり、後者が日蓮宗不受不施派の系統となった。
不受不施派は江戸時代末期に至るまでキリスト教と並んで弾圧の対象とされたが、明治9年（1876年）に不受不施派が明治政府に宗派再興を許可された際には信者が2-3万人存在していたとされており、弾圧下においても秘かに信仰を守ってきた一定数の信者が存在したとみられる。政府に公認されたため、「法立」と「内信」の区別が事実上無意味化したが、不導師派と導師派は統一されなかった。昭和15年（1940年）4月1日に施行された宗教団体法により両派合同し、「本化正宗」として認可されたが、戦後再び分派して現在に至っている。